# Phascolosoma maculatum
Phascolosoma maculatum är en stjärnmaskart som först beskrevs av Sluiter 1886.  Phascolosoma maculatum ingår i släktet Phascolosoma och familjen Phascolosomatidae. Inga underarter finns listade i Catalogue of Life.